# Nargö
Nargö (estniska: Naissaar, tyska: Nargen) är en ö i Finska viken utanför Estlands nordkust. Den tillhör Viimsi kommun och landskapet Harjumaa. Ön ligger 20 km nordväst om huvudstaden Tallinn och avskiljs från fastlandet av Tallinnbukten. Arean är 18,6 kvadratkilometer. Ön har historiskt varit hemvist för estlandssvenskar.

## Geografi
Terrängen på Nargö är mycket platt. Öns högsta punkt är 27 meter över havet och benämns Kunilamägi. Den sträcker sig 8 kilometer i nord-sydlig riktning, och 3,9 kilometer i öst-västlig riktning. På Nargö växer i huvudsak barrskog. Den 46 meter höga Nargö fyr är belägen på öns norra udde Pikasääre ots. Öns västra udde benämns Järvsaare ots och den södra Hülkari ots.
På ön fanns förr tre byar: Bakbyn (även Lillbyn och Norrbyn, estniska Tagaküla eller Väikeküla), Storbyn (även Söderbyn, estniska Lõunaküla eller Suurküla), samt Lillängen (även Lillängin, estniska: Väikeheinamaa). Sedan 2011 är byarna sammanslagna och tre personer var då bosatta på ön.
Ut mot det fyrbesatta grundet Revalsten (Tallinna madal) ligger Ragnhildsgrundet (Uusmadal) nordöst om Nargö. I öns närhet finns Viimsihalvön (Viimsi poolsaar) och de tidigare Karlsöarna (Paljassaared). Även dessa var förr i tiden bebodda av estlandssvenskar.

## Klimat
Klimatet i området är tempererat. Årsmedeltemperaturen i trakten är 5 °C. Den varmaste månaden är augusti, då medeltemperaturen är 16 °C, och den kallaste är december, med 0 °C.

## Historia
Det estniska namnet Naissaar betyder kvinnoön och det har spekulerats om den motsvarar ön som Adam av Bremen år 1075 benämner Terra Feminarum. Narigeth nämns som hamn mellan Porkala och Karlö i det Danska itinerariet, från mitten av 1200-talet. Ruttens moderna benämning är Kung Valdemars segelled.
År 1850 beboddes ön av 155 personer, efter att ha nykoloniserats hundra år tidigare av bland annat nylänningar. Folkökningen var stor detta decennium, ty år 1858 bodde på Nargö 188 invånare, de flesta estlandssvenskar. Åren 1853–1856 uppförde öborna ett nytt kapell, men man tillhörde den svenska församlingen S:t Mikael i Tallinn. År 1879 föddes Bernhard Schmidt på ön av estlandssvenska föräldrar, sedermera känd tysk optiker. I början av 1900-talet hade befolkningen stigit till omkring 400, varav över hälften var estlandssvenskar.
I december 1917 utropade en grupp ryska matroser Nargö till en självstyrande socialistisk rådsrepublik med Stepan Petritjenko som ledare. Redan cirka 10 veckor senare tog tyska styrkor ön i besittning varvid "republiken" upphörde och matroserna flydde till Kronstadt där bland annat Petritjenko kom att spela en viktig roll i Kronstadtupproret.
Befolkningen var fram till första världskriget i huvudsak svenskspråkig, men öns närhet till den estniska huvudstaden gjorde att andelen svenskspråkiga minskade i samband med inflyttning av ester, dock utgjorde man en tredjedel av Nargös befolkning under mellankrigstiden då Estland var självständigt. Våren 1940 evakuerades öborna i samband med att Sovjetunionen militariserade Nargö.
Idag är Nargö ett naturreservat där man inte får uppföra nya byggnader. Man kan göra dagsutflykter till ön.

## Galleri

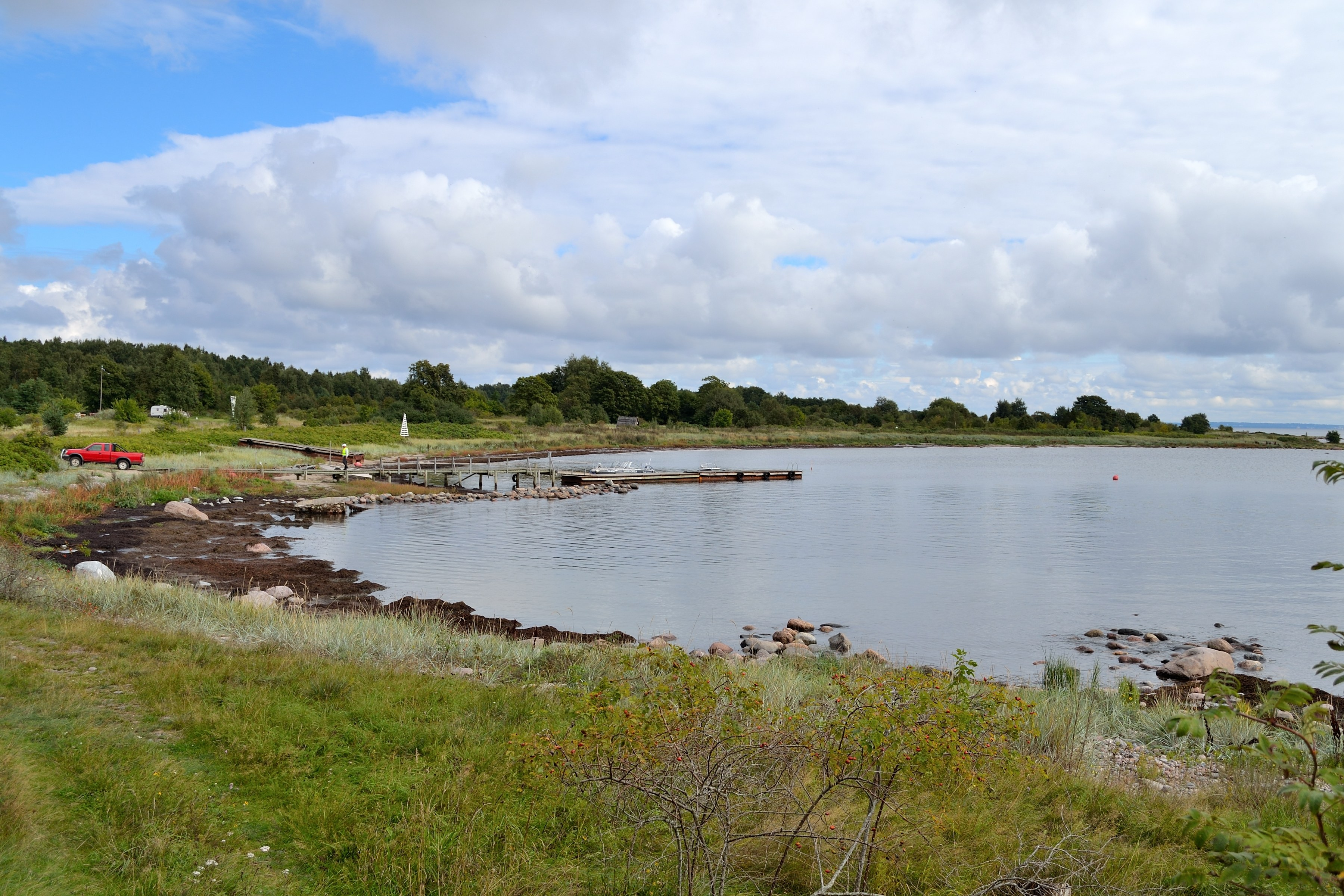
Båthamn på öns sydsida
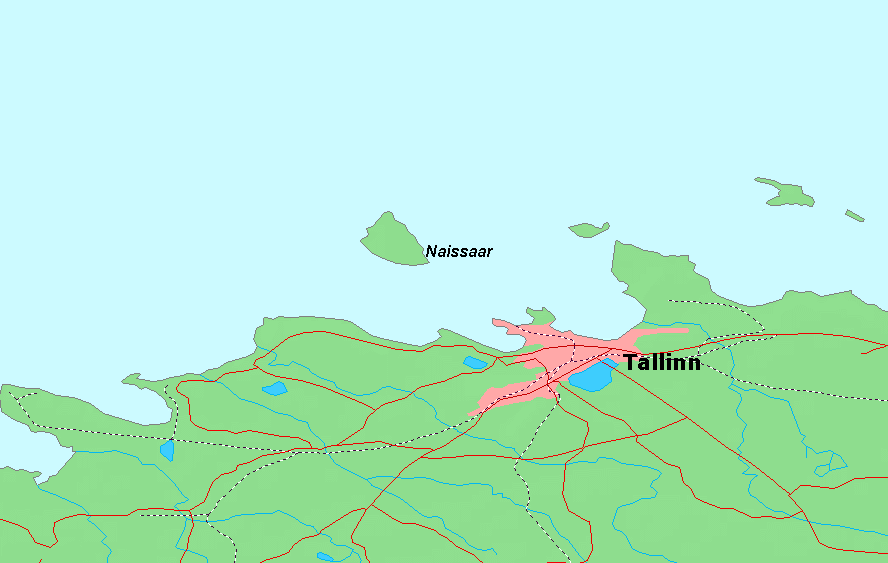
Nargös läge i förhållande till Tallinn
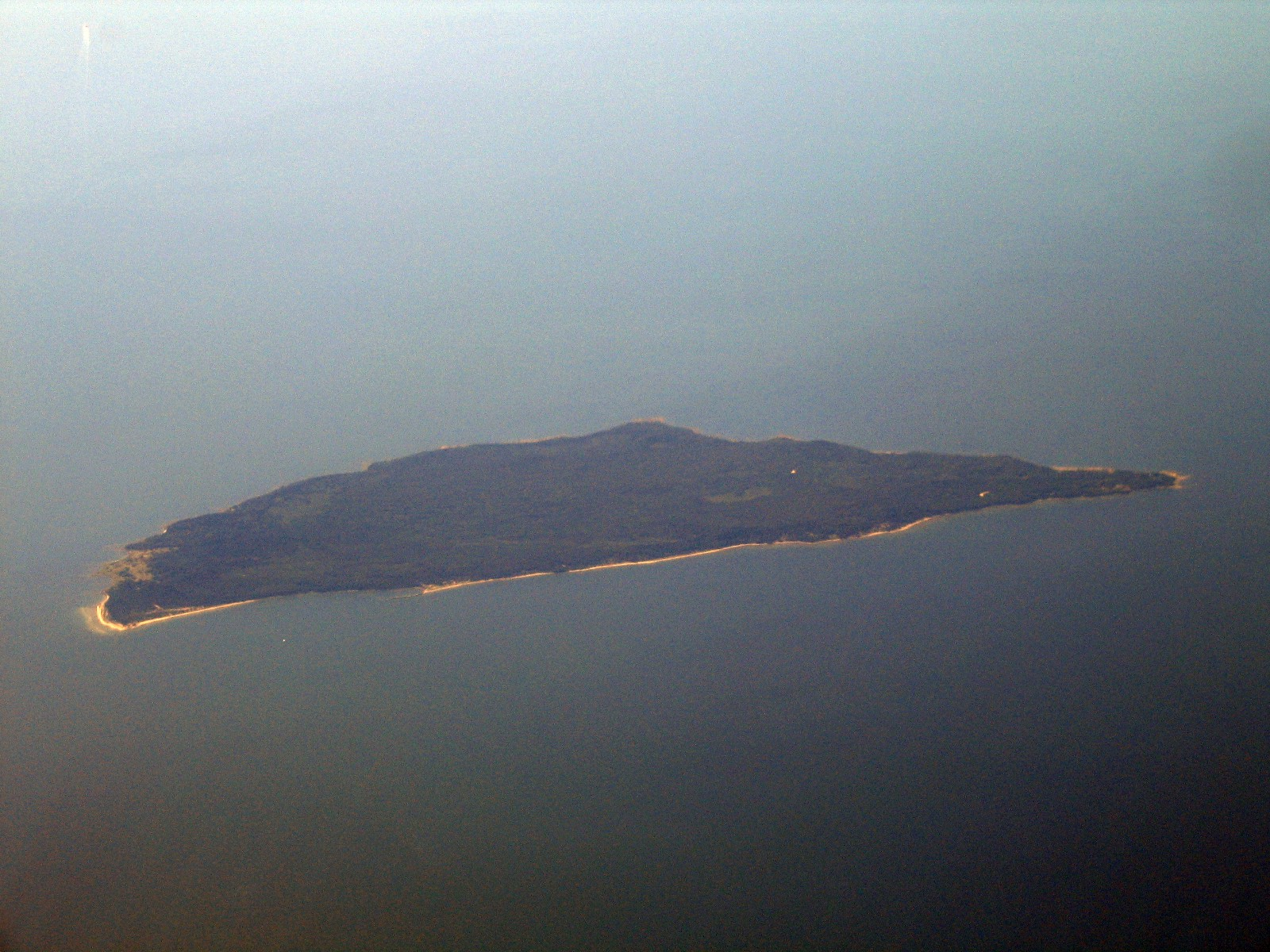
Nargö på ett flygfoto
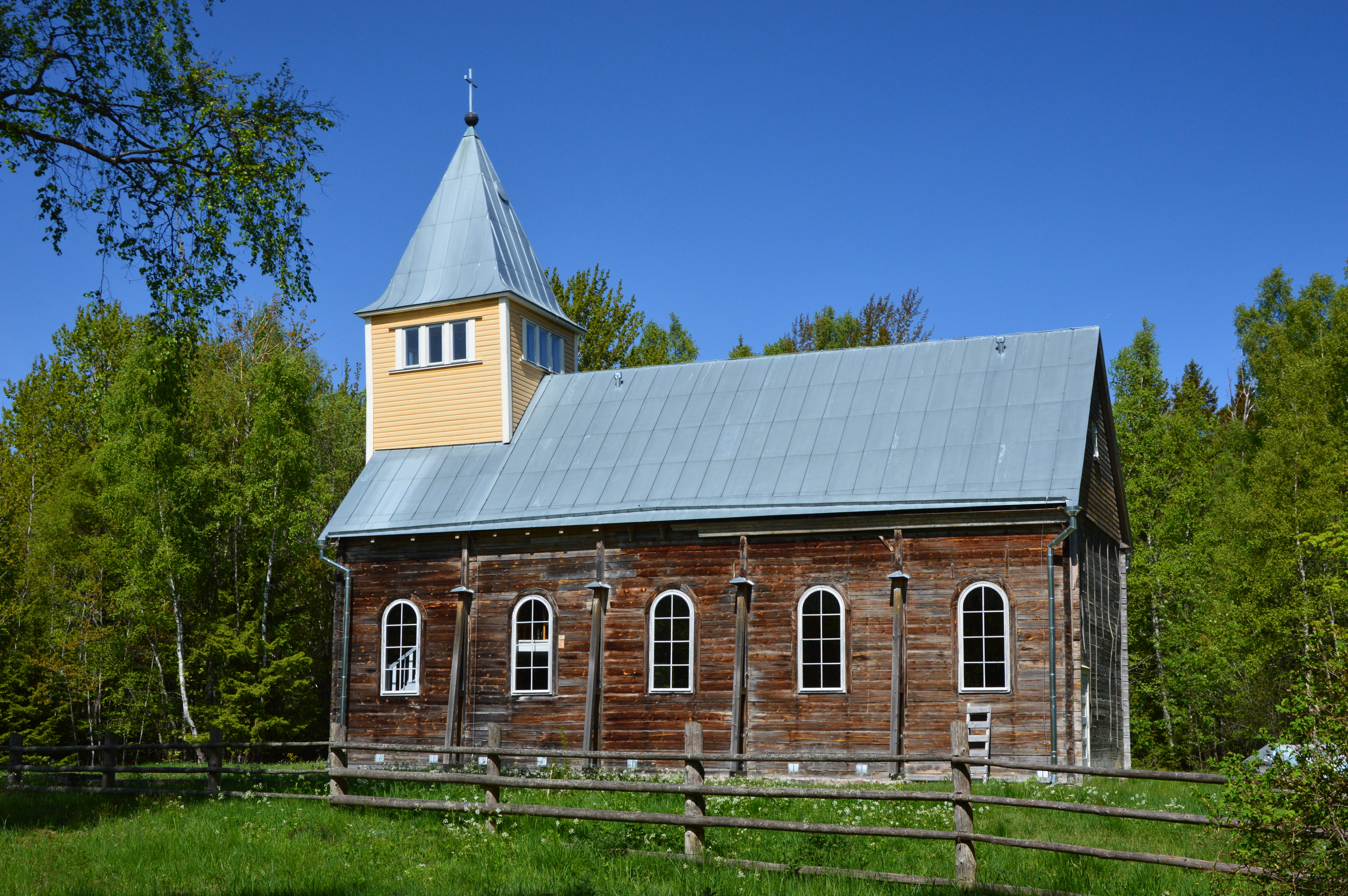
Nargö kyrka 2016
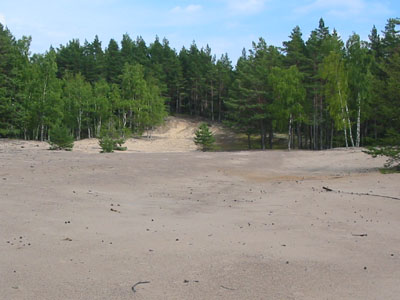
Kunilamägi
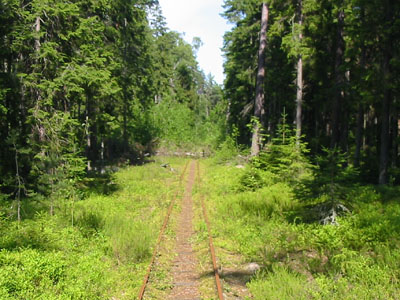
Smalspår
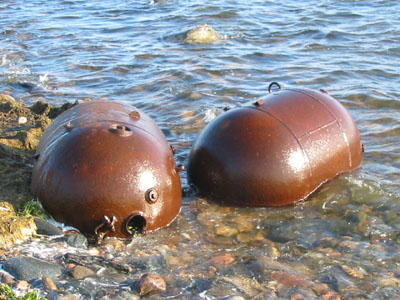
Lämningar från Röda armén